# How to Dress Well
How to Dress Well (укр. Як добре вдягатися) — музичний проєкт американського виконавця Тома Крелла.

## Історія гурту
Том Крелл народився в штаті Колорадо. Пісня закінчення коледжу та отримання вищої освіти він переїхав до Брукліну, де виконував експериментальну музику. Він взяв псевдонім How to Dress Well та грав електронну музику, записуючи свій голос та повторюючи його у декілька шарів. Перший мініальбом Крелла The Eternal Love вийшов 2009 року після переїзду музиканта до Берліну — він публікував його, та наступні релізи, у власному блозі. Виконавця помітили представники лейблу Lefse Records, запропонувавши контракт. 2010 року вийшов перший офіційний сингл How to Dress Well «Ready for the World», а за ним — перший альбом Love Remains, що складався з опублікованих раніше пісень.
2011 року музикант випустив мініальбом Just Once, присвячений загиблому товаришеві, а 2012 року — другий альбом Total Loss. Протягом наступних років вийшли альбоми What Is This Heart? (2014) та Care (2016), мініальбом Land of the Overflowing Urn (2018) та альбом The Anteroom (2018). Після п'ятирічної перерви, 2023 року на лейблі Domino Music вийшла ремастерингова версія дебютного альбому Love Remains, що отримала назву What Remains (Remixes).

## Дискографія
- 2010 — Love Remains
- 2012 — Total Loss
- 2014 — What Is This Heart?
- 2016 — Care
- 2018 — The Anteroom
- 2023 — What Remains (Remixes)[3]